# Ron Iyamu
Ron Iyamu (* 1992 in Hannover) ist ein deutscher Schauspieler. Er tritt unter dem Namen Ron Nox auch als Musiker auf. 

## Leben
Von 2015 bis 2019 absolvierte Iyamu sein Schauspielstudium am Mozarteum Salzburg und  das letzte Jahr seiner Ausbildung am Düsseldorfer Schauspielhaus.

## Wirken
Iyamu begann seine Karriere als Schauspieler in der Serie Platz für Helden und unter der Regie Franziska Stünkels in Rheingold – Der Film. Im Jahr 2016 spielte er unter der Regie Matthias Hartmanns im multimedialen Stück Die Räuber. Im Folgejahr war er bei den Salzburger Festspielen in der Titelrolle des Kasimir in Kasimir und Karoline zu sehen. In der Spielzeit 2019/2020 gehörte er am Düsseldorfer Schauspielhaus zum festen Ensemble und stand unter der Regie Armin Petras’ in Dantons Tod und unter Robert Wilson in Das Dschungelbuch auf der Bühne. Er wechselte ins Ensemble des Jungen Schauspiels und spielte in Rausch (Regie: Gregory Caers) und Liebe Kitty (Regie: Jan Gehler). 2021 ging Iyamu mit Rassismus-Vorwürfen gegen das Düsseldorfer Schauspielhaus an die Öffentlichkeit und löste damit eine Bundesweite Debatte zu Machtmissbrauch im Theater aus.

## Theater
- 2016: Die Räuber, Regie: Matthias Hartmann, Salzburger Landestheater
- 2017: Kasimir und Karoline, Regie: 600 HIGHWAYMEN, Salzburger Festspiele
- 2018: Abiball, Regie: Robert Lehniger, Düsseldorfer Schauspielhaus
- 2019: Blue/Orange, Regie: Nicholas Monu, Off Theater Salzburg
- 2019: Dantons Tod, Regie: Armin Petras, Düsseldorfer Schauspielhaus
- 2019: Dschungelbuch, Regie: Robert Wilson, Düsseldorfer Schauspielhaus
- 2020: Ein Sommer in Sommerby, Regie: Juliane Kann, Düsseldorfer Schauspielhaus
- 2020: Rausch, Regie: Gregory Caers, Düsseldorfer Schauspielhaus
- 2020: Liebe Kitty, Regie Jan Gehler, Düsseldorfer Schauspielhaus

## Filmografie (Auswahl)
- 2022: Blind ermittelt – Die nackte Kaiserin (Fernsehreihe)
- 2008: Platz für Helden (Dokumentation)

## Sprechrollen
- 2023: Merpeople für Blixunami (als Blixunami)
- 2023: Night Agent für Richard Harmon (als Elliot Rome)

## Auszeichnungen
- 2021: 30 bis 30 von Zeit Campus
- 2017: Nestroy-Theaterpreis (Nominierung)
- 2018: Publikumspreis Schauspielschultreffen und Ensemblepreis Schauspielschultreffen für Der wütende Bon Park / Das Knurren der Milchstraße